# Rosa unica
"Rosa unica" er et dansk digt af Christian Winther udgivet i samlingen Lyriske digte i 1849. 
Lyriske digte er opdelt i to grupper med overskrifterne "Da jeg var ung" og "Blandede digte". "Rosa unica" hører til den første gruppe, hvor den er nummer 15 ud af 67 digte. Digtet er romantisk og fletter naturen som symbol med erotik.
Digtet er ikke strofeopdelt og består af 36 linjer med rim i forskellige mønstre.
"Rosa unica" indgår i lyrikantologien af 12 digte i Kulturkanonen fra 2006.